# Windows DVD 製作程式
Windows DVD製作程式（Windows DVD Maker）是一款由Microsoft發行的DVD製作軟體，內置在Windows Vista、Windows 7家庭高级版及旗舰版。用户可以使用「Windows DVD製作程式」輕鬆快速地建立DVD。用户可以在DVD中加入視訊、圖片及音訊或加入Windows Movie Maker專案，並加入簡易的效果。完成後，用户可以簡易地燒錄DVD。成功建立DVD之後，可以在DVD播放機中播放DVD，並在電視上觀賞影片及投影片放映。它不能让用户选择所制作DVD的码率等高阶设置。